# 道の駅笠岡ベイファーム
道の駅笠岡ベイファーム（みちのえき かさおかベイファーム）は、岡山県笠岡市にある国道2号の道の駅である。

## 施設
- 駐車場[1]
  - 普通車：80台
  - 大型車：46台
  - 身障者用：1台
- トイレ
  - 男：大 3器、小 6器
  - 女：6器
  - 身障者用：2器
- 食事・喫茶（11:00 - 15:00）
- 店舗・売店（9:00 - 18:00）
- 自動販売機
- 情報コーナー
- 公衆電話：1台
- 休憩所

## 休館日
- 年始

## アクセス
- 国道2号笠岡バイパス - 登録路線
- 岡山県道433号青島新開神島外港線 - 市道経由

## 周辺
- 笠岡ふれあい空港
- 笠岡市立カブトガニ博物館
  - 恐竜公園(カブトガニ博物館に隣接)
- 栂丸山（笠岡中継局）
- JFEスチール西日本製鉄所笠岡地区
- JFE瀬戸内海ゴルフ倶楽部
- かさおか太陽の広場
- 岡山県西部総合運動公園